# Horst-Wessel-Denkmal (Bielefeld)
In der westfälischen Stadt Bielefeld, der Geburtsstadt Horst Wessels, wurden in der Zeit des Nationalsozialismus zwei Ehrenmale für den 1930 getöteten SA-Sturmführer errichtet. Sie folgten der von den Nationalsozialisten inszenierten Stilisierung der Person Wessels zum „Märtyrer der Bewegung“.

## Denkmal im Teutoburger Wald
Bereits im Frühjahr 1933 regte der Gastwirt Hugo Möller an, auf dem Kammweg des Teutoburger Waldes ein Ehrenmal für den 1907 in Bielefeld geborenen Pfarrersohn Wessel zu errichten. Über die Ortsgruppe der NSDAP stellte er beim Magistrat der Stadt den Antrag, für ein solches Vorhaben ein geeignetes Grundstück zur Verfügung zu stellen. Die Stadt unterstützte das Ansinnen und wandte sich im Mai 1933 mit einem Spendenaufruf an ihre Bürger.
Über den Sommer 1933 entstand unweit der Gastwirtschaft Möllers ein Platz, der einer germanischen Thingstätte nachgebildet war und dessen Mittelpunkt ein über 20 Tonnen schwerer behauener Sandsteinblock war. Einer Zeitungsnotiz zufolge war er von den von Bodelschwinghschen Anstalten in Bethel gestiftet worden. Begleitet von einem Aufmarsch der SA fand am 8. Oktober 1933, dem sogenannten Tag des nationalen Liedes, einen Tag vor Wessels 26. Geburtstag, im Beisein von Wessels Mutter und Schwester die Übergabe des Steins an die Öffentlichkeit statt.
Trotz des Fernbleibens von Propagandaminister Joseph Goebbels, auf den die Erfindung der „Passionsgeschichte“ um Wessel zurückgeht, stilisierte die nationalsozialistische Führung den Tag zu einem Höhepunkt des Gedenkens hoch. Der Gauleiter von Westfalen Alfred Meyer taufte den Abschnitt des Teutoburger Waldes in „Horst-Wessel-Höhe“, noch am gleichen Tag wurde in Berlin Wessels Sterbezimmer zur Gedenkstätte erklärt.

## Denkmal in der Innenstadt
Sechs Jahre später kam in der Bielefelder Innenstadt ein weiteres Denkmal für Wessel hinzu. An der heutigen Alfred-Bozi-Straße schuf der in Berlin lebende Bildhauer Ernst Paul Hinckeldey eine überlebensgroße Bronzestatue. Sie zeigte auf einem Sockel einen aufrecht daherschreitenden jungen Mann in SA-Uniform. Es wurde am 14. Juni 1939 anlässlich der „Westfalenfahrt der Alten Garde“, einem Treffen früher Parteimitglieder, durch den Reichsorganisationsleiter Robert Ley eingeweiht.
Doch schon während des Zweiten Weltkriegs verlor der inszenierte Mythos um Wessel an Bedeutung. Anfängliche Kranzniederlegungen am Denkmal fanden später kaum noch statt. Das Bronzedenkmal wurde in den letzten Kriegstagen eingeschmolzen. Der Horst-Wessel-Stein wurde in der letzten Aprilwoche des Jahres 1946 von britischen Pionieren gesprengt.